# Dorfkirche Zipsendorf

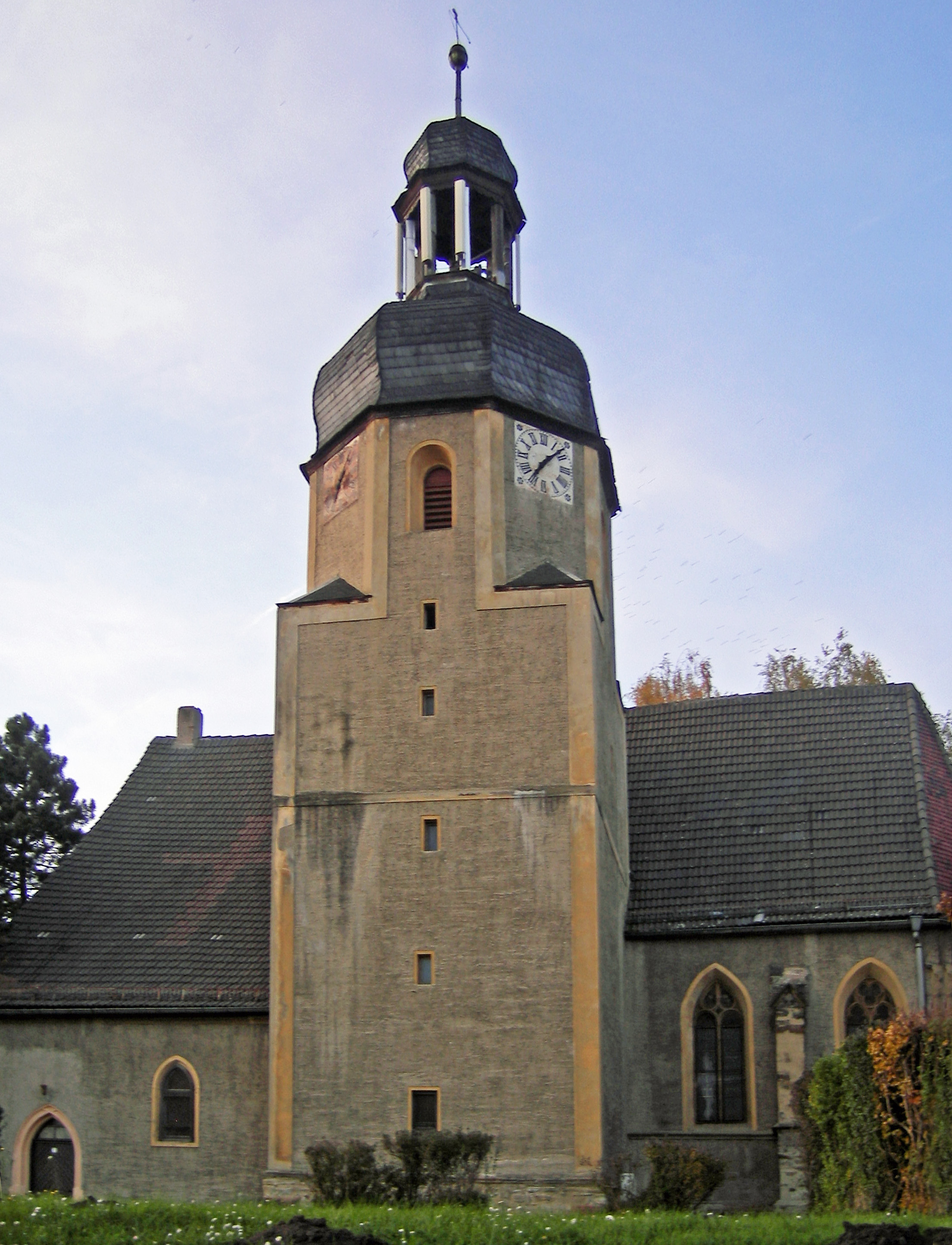
Die evangelische Kirche von Zipsendorf

Die denkmalgeschützte evangelisch-lutherische Dorfkirche Zipsendorf steht im Stadtteil Zipsendorf der Stadt Meuselwitz im Landkreis Altenburger Land in Thüringen. Sie gehört zum Pfarrbereich Meuselwitz-Lucka im Kirchenkreis Altenburger Land der Evangelischen Kirche in Mitteldeutschland.

## Geschichte und Architektur
Das Gotteshaus wurde 1407 errichtet. Bei einem Brand im Jahre 1480 wurde das Bauwerk völlig zerstört und zwischen 1505 und 1511 im spätgotischen Stil neu gebaut. Martin Luther soll 1542 hier gepredigt haben. In den Jahren 1661 bis 1663 erhielt der Kirchturm eine Haube mit Laterne. Eine Restaurierung erfolgte in den Jahren 1988/1989.
Das Bauwerk besteht aus einem dreijochigen Schiff mit einem eingezogenen, polygonal schließenden Chor. An der Südseite ist ein quadratischer Turm mit abschließendem Achteckgeschoss und Haube angebaut, daneben eine zweijochige Vorhalle. 
Der Chor und das Schiff sind mit verschiedenartigen, reich ausgebildeten Sterngewölben abgeschlossen. An den Schnittpunkten der Rippen sind runde Ziersteine mit Relief angebracht. Die Nebenräume der Kirche sind mit Kreuzrippengewölben abgeschlossen. Maßwerkfenster erhellen den Raum, in der Westwand ist eine Fensterrose aus dem 19. Jahrhundert eingebaut.
Emporen sind an der Süd- und Westseite des Langhauses eingebaut.

## Ausstattung
Von der spätgotischen Ausstattung sind die steinerne Kanzel an der Nordwand des Langhauses mit der Jahreszahl 1512, eine gerahmte Sakramentsnische im Chorpolygon, zwei konsolartige, steinerne Weihwasserbecken neben der Tür zum Langhaus, Teile eines Chorgestühls mit geschnitztem, flachem Rankenfries und drei zwischen 1505 und 1508 gegossene Glocken erhalten. 
Ein vierzoniges Altarretabel von 1625 zeigt wertvolle Gemälde auf Holztafeln. In der Predella ist das Abendmahl, im Hauptfeld die Kreuzigung und auf den kleineren Tafeln darüber die Auferstehung und die Himmelfahrt Christi dargestellt. Die architektonische Rahmung wird durch Säulen und ein verkröpftes Gebälk gebildet, an den Seiten findet sich reiches Knorpelwerk. Neben den drei oberen Gemälden sind Propheten, Apostel und Evangelisten paarweise angeordnet; das obere Paar fehlt. Die Gemälde des auf der Rückseite signierten und datierten Altaraufsatzes stammen von Jakob Wendelmuth aus Pegau, die Skulpturen von Wolf Zinck. Eine zweite steinerne Kanzel mit geschnitztem Schalldeckel wurde 1658 geschaffen. Ein steinernes Taufbecken stammt aus dem 17. Jahrhundert, die Orgel mit geschnitztem Prospekt von 1780, das Werk wurde erneuert. Mehrere Grabplatten des 17. und 18. Jahrhunderts sind ebenfalls erhalten.